# پارک ملی ساوو غرب
پارک ملی ساوو غرب (Tsavo West) در استان ساحلی کنیا قرار دارد و در مجموع ۹۰۶۵ کیلومتر مربع گستردگی دارد. جادهٔ A109 نایروبی-مومباسا و راه آهن این منطقه این پارک را به دو بخش شرقی و غربی تقسیم می‌کند. بخش شرقی و غربی به همراه بخش‌های حفاظت شده منطقه حفاظت شده ساوو را می‌سازد.

## دیرینه شناسی
در این منطقه در نزدیکی رود گالانا شمار زیادی از آثار ساکنان قدیم آن مربوط به ۱۳۰۰ تا ۶۰۰۰ سال پیش یافت شده‌است. این ساکنان به شکار حیوانات، ماهیگیری و نگهداری حیوانات خانگی می‌پرداختند. تا سال ۷۰۰ پس از میلاد اقوام سواحلی با ساکنان این منطقه داد و ستد داشتند و احتمالاً خرید و فروش برده صورت می‌گرفته. البته نشانی از این وجود ندارد که سواحلی‌ها ساکنان این منطقه را به بردگی بگیرند.
در سدهٔ ۱۹ ام بریتانیایی‌ها به این منطقه آمدند و مردمان اینجا را به بردگی گرفتند تا راه آهن اوگاندا که از ساوو می‌گذشت در ۱۸۹۸ ساخته شد. احتمالاً نزدیک به ۱۳۵ تن از بردگان آفریقایی و هندی در شب به دست حیوانات وحشی این منطقه کشته شده‌اند. بعدها این شیرها توسط اربابان کشته شدند و اکنون پوست و جمجمهٔ برخی از آن‌ها را می‌توان در موزه تاریخ طبیعی فیلد در شیکاگو پیدا کرد.

## جانوران
حیات وحش ساوو غرب بسیار گسترده است و برخی از جانوران آن عبارتند از: اسب آبی، کرگدن سیاه شرقی، گاومیش، فیل بیشه، پلنگ و شیر ماسای. جانوران کوچکتر آن عبارتند از: شب‌دوست، گاوگوزن، کودوی کوچک و زرافه کلیمانجارویی.